# John Wilson (Politiker, 1773)
John Wilson (* 11. August 1773 bei Pelzer, Anderson County, Province of South Carolina; † 13. August 1828 bei Golden Grove, South Carolina) war ein US-amerikanischer Politiker. Zwischen 1821 und 1827 vertrat er den Bundesstaat South Carolina im US-Repräsentantenhaus.

## Werdegang
John Wilson besuchte die öffentlichen Schulen seiner Heimat. Danach arbeitete er nahe Golden Grove im Anderson County in der Landwirtschaft. Außerdem betrieb er eine Fähre über den Saluda River. Gleichzeitig begann er eine politische Laufbahn. Zwischen 1812 und 1817 war er Abgeordneter im Repräsentantenhaus von South Carolina.
Bei den Kongresswahlen des Jahres 1820 wurde Wilson als Kandidat der Demokratisch-Republikanischen Partei im siebten Wahlbezirk von South Carolina in das US-Repräsentantenhaus in Washington, D.C. gewählt. Dort trat er am 4. März 1821 die Nachfolge von Elias Earle an. Diesen Distrikt vertrat er bis zum 3. März 1823. In den folgenden zwei Legislaturperioden bis zum 3. März 1827 vertrat er den sechsten Wahlbezirk als Nachfolger von George McDuffie im Kongress.
Im Jahr 1826 unterlag er Warren R. Davis. Danach zog Wilson sich aus der Politik zurück. Er starb am 13. August 1828 auf seinem Anwesen bei Golden Grove. Dort wurde er auch beigesetzt.